# Cargolia toulgoeti
Cargolia toulgoeti är en fjärilsart som beskrevs av Claude Herbulot 1988. Cargolia toulgoeti ingår i släktet Cargolia och familjen mätare. Inga underarter finns listade i Catalogue of Life.